# Arzu Özmen
Arzu Özmen (* 21. April 1993 in Detmold; † 1. November 2011 unbekannt) war eine deutsch-kurdische Jesidin und Opfer einer innerfamiliären Gewalttat, eines sogenannten Ehrenmordes. In der Nacht des 1. November 2011 wurde sie von fünf ihrer Geschwister gewaltsam entführt und an einem unbekannten Ort von ihrem Bruder Osman durch zwei Kopfschüsse ermordet.

## Leben
Arzu Özmen war eines von zehn Kindern der Familie. Ihre Eltern, Fendi und Adile Özmen, sind Kurmandschi sprechende Jesiden aus der südostanatolischen Stadt Midyat in der Türkei. Die Familie kam Anfang der 1990er Jahre nach Detmold. Bis 2010 besuchte Arzu Özmen die Geschwister-Scholl-Gesamtschule in Detmold. In der Bäckerei Müller in Remmighausen, wo sie an den Wochenenden arbeitete, verliebte sie sich in den 23-jährigen russlanddeutschen Bäckergesellen Alexander K.
Diese Beziehung mit einem Nicht-Jesiden wurde von der Familie offensichtlich nicht toleriert, da sie gegen die endogamen jesidischen Heiratsvorschriften verstieß. Aus diesem Grund soll es bereits mehrfach zu Gewaltanwendungen gekommen sein. Arzu Özmen suchte Zuflucht in einem Frauenhaus und zeigte den Vater und den Bruder Osman an. Die Eltern hätten die 18-Jährige immer wieder eingesperrt und verprügelt, so die Anwältin von Arzu Özmen. Sie ließ sich die Haare schneiden und färben und lebte unter einem neuen Namen.

## Ermordung
Am 1. November 2011, gegen 1.30 Uhr, drangen Arzu Özmens fünf ältere Geschwister bewaffnet in die Wohnung ihres Freundes Alexander K. ein, verletzten diesen schwer und zwangen Arzu, mit ihnen die Wohnung zu verlassen. Der Freund alarmierte unmittelbar nach dem Überfall die Polizei.
Innerhalb von 24 Stunden nach der Tat erfolgte die Festnahme der Familienangehörigen. Zwei der Brüder wurden in Steinheim festgenommen. Die anderen beiden Brüder und die Schwester wurden später auch verhaftet und in Untersuchungshaft genommen. Von Arzu Özmen gab es zu diesem Zeitpunkt keine Spur. Die Geschwister schwiegen und verweigerten jegliche Angaben über Arzu Özmens Verbleib.
Zeugen wollen in der Tatnacht Schüsse in einem nahe gelegenen Wald gehört haben. Am darauffolgenden Tag begann eine groß angelegte Suche. Mit einem Polizeihubschrauber und zahlreichen Kräften suchte die Polizei stundenlang an der Stadtgrenze zwischen Detmold und Blomberg. Die Suche blieb jedoch ohne Erfolg. Zeitweise verfolgten die Behörden die Spur in die Türkei und schalteten ihre Kollegen dort in die Ermittlungen ein.
Die Ermittlungskommission ging zahlreichen Hinweisen nach, erhielt aber keinen Aufschluss zum möglichen Aufenthaltsort. Vier Wochen nach dem Verschwinden schlossen die Ermittler erstmals ein Tötungsdelikt nicht mehr aus.
Am 14. Dezember 2011 wurde in der ZDF-Sendung Aktenzeichen XY … ungelöst zur Mithilfe aufgerufen. Die Staatsanwaltschaft setzte eine Belohnung in Höhe von 5000 Euro aus.
Am 13. Januar 2012 wurde Arzu Özmen tot auf einem Golfplatz in Großensee (Schleswig-Holstein) gefunden. Ein Mitarbeiter des Golf-Clubs hatte am Freitagvormittag die Entdeckung gemacht und gegen 9:20 Uhr die Polizei alarmiert.
Mitte Januar machte der Bruder Kemal umfassende Aussagen zum Tathergang. Trotzdem blieben die Todesumstände weiterhin ungeklärt. Weil er als Einziger eine Aussage gemacht hatte, wurde Kemal Özmen unter Auflagen aus der Untersuchungshaft entlassen.
Rund drei Wochen nach dem Leichenfund wurde Arzu Özmen am 4. Februar 2012 im türkischen Dorf Cayirli (20 km von Midyat) beerdigt. Laut türkischen Medien waren etwa 30 Trauergäste anwesend, nicht aber ihre Eltern.

## Gerichtsverfahren gegen die Geschwister

### Prozess
Am 7. März 2012 erhob die Staatsanwaltschaft Anklage gegen die fünf Geschwister. Ihnen wurde gemeinschaftliche Geiselnahme vorgeworfen. Zwei der Beschuldigten wurde die leichtfertige Verursachung ihres Todes zur Last gelegt, die drei anderen waren wegen Mordes beziehungsweise Beihilfe zum Mord aus niedrigen Beweggründen angeklagt. Als Tatmotiv galt für die Anklage, dass Arzu Özmens Familie deren Liebesbeziehung zu einem Deutschen aus religiösen Gründen nicht dulden wollte.
Der Freiburger Psychologe Jan Kizilhan, der als Gerichtssachverständiger beteiligt war, erklärte, dass Verfehlungen einzelner Familienmitglieder als Versagen der ganzen Familie gälten. Der jesidische Glaube erlaube nur Beziehungen zu Jesiden. Zudem seien sexuelle Normen vorgegeben. Frauen müssten als Jungfrau in die Ehe gehen.
Am ersten Prozesstag gestand der 22-jährige Osman Özmen, seine Schwester mit zwei Schüssen in den Kopf getötet zu haben. Er gab an, er habe die Kontrolle verloren, weil Arzu ihn beschimpft und bespuckt habe. Der Vorsitzende Richter Michael Reineke verwies darauf, dass im weiteren Verfahren zu klären sei, ob sich Osman Özmen eventuell fälschlicherweise zu der Tat bekannte, um die Strafe auf sich zu nehmen.
Die Schwester Sirin Özmen gab an, dass der Mord nicht geplant gewesen sei. Sie wollten Arzu lediglich den „Kopf waschen“. Die beiden Brüder Kemal und Elvis seien nach Hause gegangen. Die drei anderen – Sirin, Kirer und Osman – seien mit Arzu im blauen Golf der Familie nach Hamburg zu einem Onkel gefahren. Als dort niemand öffnete, entschlossen sich die Geschwister, Arzu nach Lübeck zu einem anderen Onkel zu bringen. Auf der Strecke hielten die Geschwister an einem Waldweg an, „weil Kirer austreten musste“, erklärte Sirin. Auch Arzu sei kurze Zeit später ausgestiegen, Osman sei ihr gefolgt. Die Schwester gab an, selbst im Auto geblieben zu sein, bis sie plötzlich zwei Schüsse gehört habe.
Sirin Özmen gab zu, die treibende Kraft hinter der Entführung gewesen zu seien. Als Angestellte der Stadt Detmold hatte sie Zugriff auf das Register des Einwohnermeldeamts, welches sie für die Suche nach Arzu verwendete. Die Stadt Detmold hatte inzwischen die Beendigung des Arbeitsverhältnisses eingeleitet.
Mithäftlinge von Kemal Özmen erklärten, er habe ihnen gegenüber erwähnt, dass Kirer die treibende Kraft gewesen sei oder den Mord sogar geplant habe. Vor Gericht wollte sich aber keiner der beiden Zeugen mehr an diese Aussagen erinnern. Offenbar fürchteten sie Repressalien. Einer der beiden Zeugen gab zu Protokoll, dass er im Gefängnis geschlagen und bedroht wurde, als bekannt geworden sei, dass er im Fall aussagen wolle.
Die Eltern und die Ehefrau des Angeklagten Kemal Özmen machten von ihrem Zeugnisverweigerungsrecht Gebrauch. Ein Cousin verweigerte ebenso die Aussage.
Am vierten Prozesstag wurde bekannt, dass Kemal Özmen mehrfach mit den ermittelnden Beamten über die Aufnahme in ein Zeugenschutzprogramm gesprochen habe. Die Beamten gaben an, er habe immer mal gesagt, dass er mit seiner „Ursprungsfamilie“ nichts mehr zu tun haben wolle.
Das psychologische Gutachten ergab, dass alle angeklagten Geschwister schuldfähig seien. Bei Osman Özmen gebe es keinen Hinweis auf blinde Wut und auch keinen Hinweis auf einen Auslöser der Tat wie etwa eine panische Reaktion. Es habe keinen Erregungssturm gegeben, der Osman Özmen zu den Schüssen veranlasst haben könnte.
Die Staatsanwaltschaft nahm Ermittlungen gegen Fendi Özmen, den Vater von Arzu Özmen, auf, dessen Mittäterschaft aufgrund anderer Beweismittel in Betracht zu ziehen sei.

### Urteil
Am 16. Mai 2012 verurteilte das Landgericht Detmold Osman Özmen zu einer lebenslangen Haftstrafe. Kirer und Sirin Özmen wurden wegen Geiselnahme sowie Beihilfe zum Mord zu einer zehnjährigen Haftstrafe verurteilt. Kemal Özmen soll, ebenso wie sein Bruder Elvis, wegen Geiselnahme für fünfeinhalb Jahre ins Gefängnis.
Der Vorsitzende Richter Michael Reineke fand in seiner Urteilsbegründung deutliche Worte: „Arzu ist von ihrem Bruder mit zwei Kopfschüssen hingerichtet worden. Das war ein Mord mit Ansage, es ging nicht darum, ihr den Kopf zu waschen.“ Weiter führte er aus: „Der Fall Arzu ist keine innerfamiliäre Streitigkeit, es war ein Ehrenmord, nichts anderes.“
Die exakten Todesumstände konnten nicht abschließend ermittelt werden. Noch immer ist nicht klar, wo genau Arzu Özmen ermordet wurde. Ebenso fehlt die Tatwaffe. Die Art und Weise des Transports der Leiche ist gleichermaßen noch offen.

## Gerichtsverfahren gegen die Eltern
Im November 2012 wurde Fendi Özmen, der Vater von Arzu, wegen Anstiftung zum Mord und schwerer Körperverletzung angeklagt und am 28. Januar 2013 der Prozess gegen ihn eröffnet. Die Anklage warf dem 53-Jährigen Körperverletzung und Anstiftung zum Mord vor.
Nach vier Verhandlungstagen wurde Fendi Özmen am 4. Februar 2013 vom Gericht – wegen Beihilfe zum Mord durch Unterlassen sowie gefährlicher Körperverletzung – zu sechseinhalb Jahren Haft verurteilt.
Im Juli 2013 verurteilte das Landgericht Detmold Adile Özmen im Wege eines Strafbefehls zu einer Freiheitsstrafe von einem Jahr auf Bewährung. Außerdem musste die Mutter 80 Stunden gemeinnützige Arbeit verrichten. Gegenstand des Verfahrens war jedoch nicht der Mord, sondern eine Bestrafungsaktion im Kreise der Familie am 27. August 2011. Adile Özmen hatte sich gefährlicher Körperverletzung, Freiheitsberaubung und Nötigung ihrer Tochter Arzu schuldig gemacht.

## Reaktionen

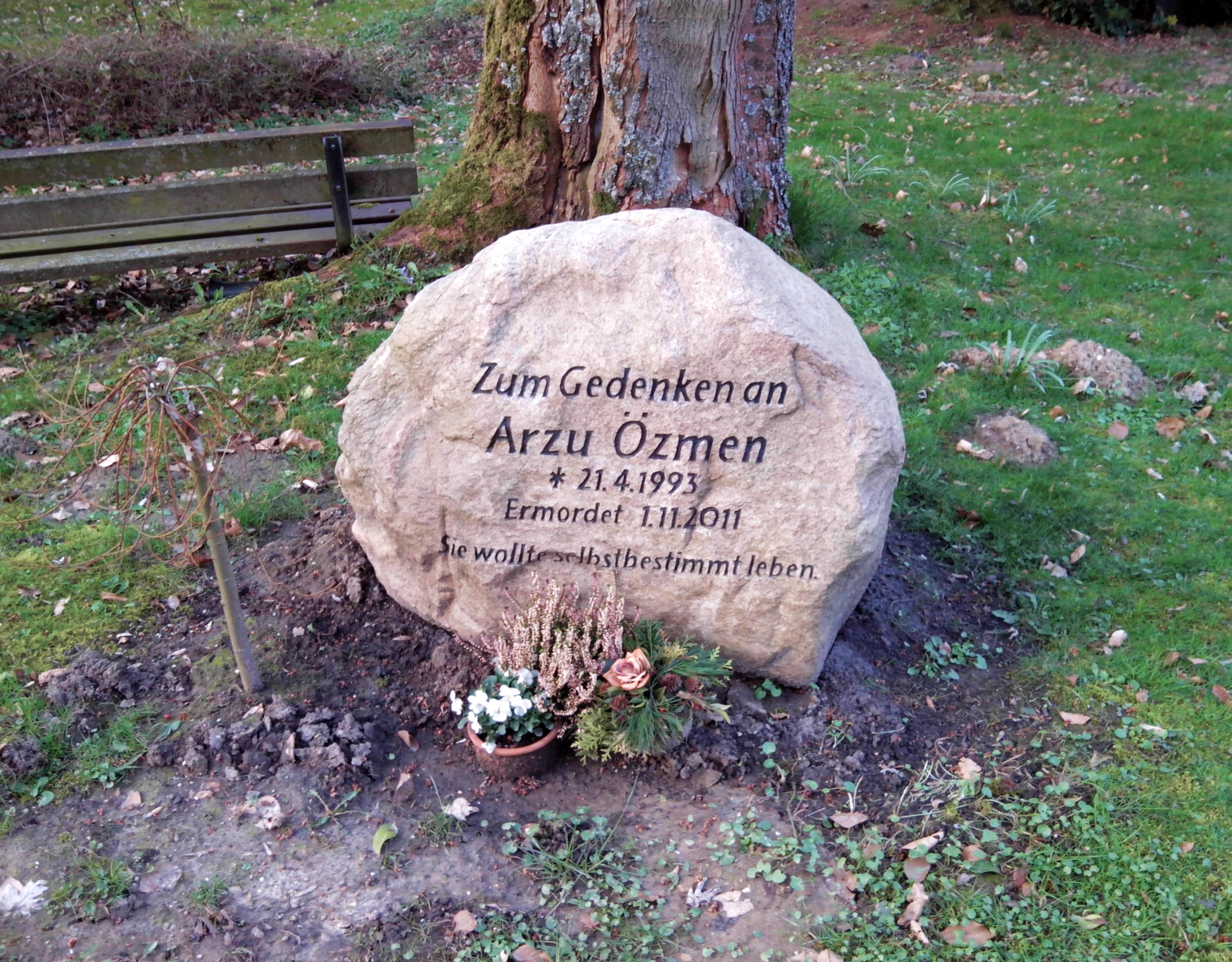
Gedenkstein in Remmighausen

Nach Bekanntwerden der Ermittlungsergebnisse entfernte die Stadt Detmold die bei ihr beschäftigte Sirin Özmen aus dem Angestelltenverhältnis. Diese hatte im Laufe des Prozesses eingeräumt, als städtische Angestellte im Fachbereich Bürgerservice, Ordnung, Feuerwehr und Rettungsdienst missbräuchlich Zugriff auf das Melderegister genommen zu haben, um zu ermitteln, ob das spätere Mordopfer seinen Namen geändert habe.
Am 21. Januar 2012 rief Serap Çileli, Menschenrechtlerin und 1. Vorsitzende von Peri e. V., zu einem Trauermarsch und einer Kundgebung für Arzu Özmen in Detmold auf. Mehr als 500 Menschen nahmen an diesem stillen Marsch teil. Unter den Trauernden waren die Bundestagsabgeordnete Ute Koczy (Bündnis 90/Die Grünen), der Landtagsabgeordnete Dennis Maelzer (SPD), Lippes Landrat Friedel Heuwinkel (CDU) sowie Detmolds Bürgermeister Rainer Heller (SPD).
Der Zentralrat der Jesiden in Deutschland erklärte in einer Pressemitteilung, dass er den Mord an Arzu Özmen verurteile: „Diese unmenschlichen Taten sind mit unserer Religion absolut unvereinbar. Die Verantwortlichen müssen die volle Härte des Gesetzes erfahren.“
Am 4. Februar 2012 wurde Arzu Özmen in der Türkei beigesetzt. Am gleichen Tag veröffentlichte Serap Cileli ein Video von der Beerdigung. „Es kommt nicht selten vor, dass Frauen und Mädchen, die Opfer eines Ehrenmordes wurden, in anonymen Gräbern begraben werden“, so Serap Cileli. „Aus Sorge, Gleiches würde Arzu widerfahren, haben wir, Peri e. V., unsere Kooperationspartnerin in Istanbul aktiviert, um an der Beerdigung teilzunehmen und die Vorgänge für uns vor Ort zu beobachten.“
Zwei Tage später folgte ein Augenzeugenbericht der Peri-Aktivistin und Rechtsanwältin Vildan Yirmibesoglu zur Beisetzung, in dem sie eingängig die gesamte Beerdigung beschreibt: „Ich war die Einzige, die Blumen zur Beerdigung mitbrachte. Es war mir wichtig, Arzu mit einem Strauß Blumen auf ihrer letzten Reise zu geleiten. Sie war noch so ein junges Mädchen, wie eine Blume, die man inmitten der Blüte ihres Lebens herausriss.“
Zum Prozessauftakt am 30. April 2012 organisierten die Menschenrechtsvereine Terre des Femmes und Peri eine Mahnwache vor dem Landgericht Detmold. Sie forderten, keinen Kulturbonus für „Ehrenmörder“ vor deutschen Gerichten zu gewähren, und setzten ein Zeichen gegen überkommene Ehrvorstellungen und forderten eine gerechte Bestrafung der Täter.
Ein Gedenkstein in Remmighausen soll an die getötete Arzu Özmen erinnern. Die Stadt hatte bereits Zustimmung signalisiert. „Der Gedenksteinwunsch wurde von vielen Seiten an uns herangetragen. Wir finden es gut und werden diese Idee positiv begleiten“, sagte Stefan Fenneker von der Koordinierungsstelle Integration in Detmold.
Zur Urteilsverkündung luden die Organisationen Terre des Femmes und Peri erneut zu einer Mahnwache ein. Das Urteil werteten beide Vereine als Erfolg: „Das Urteil ist ein Fortschritt in der Rechtsgeschichte bei Ehrenmorden“, so Irmingard Schewe-Gerigk von Terre des Femmes.
Die Kölner Rechtsanwältin und 2. Vorsitzende von Peri e. V., Brigitta Biehl, war von Anfang als Prozessbeobachterin dabei und erklärte: „Das Urteil möge die Väter stärken, die versuchen, sich gegenüber der patriarchalischen Gesellschaft durchzusetzen, und ihren Töchtern ein selbstbestimmtes Leben erlauben. Das entgegengesetzte Verhalten wird von unserer Rechtsordnung geächtet, das hat das Gericht mit diesem Urteil deutlich zum Ausdruck gebracht.“
„Die gesamte Familie Özmen hat sich durch einen abgegriffen Ehrbegriff in den Abgrund gestürzt“, so die Bundestagsabgeordnete Ute Koczy.
Der Verein Peri e. V. erklärte in einer Pressemitteilung, dass die 1. Vorsitzende Serap Cileli von Verwandten und Freunden der Familie Özmen bedroht worden sei. Nach dem Gerichtsurteil habe man sie erkannt und angefangen, wie „wild zu gestikulieren und immer wieder auf sie zu deuten“. Ihre Körpersprache sei eindeutig „aggressiv und angespannt“ gewesen. Einige Männer aus dieser Gruppe hätten sie und ihre Begleitung dann „auf Schritt und Tritt“ verfolgt, so der Verein Peri. Der Vorstand des Vereins informierte nach eigenen Angaben die Polizei.
Auch nach der Urteilsverkündung gegen den Vater Fendi Özmen soll es zu heftigen Reaktionen gekommen sein, so der Verein Peri. Mitglieder der Familie Özmen hätten vor dem Landgericht Detmold gegen das Urteil demonstrieren wollen. Erst auf Anraten der Verteidiger wurde offenbar von dieser Aktion abgesehen. Vier Tage nach dem Urteil gegen Fendi Özmen wurden Morddrohungen gegen den Oberstaatsanwalt aus Detmold und einen Journalisten des Westfalen-Blatts im Internet gefunden.